# Padcaya (gemeente)
Padcaya is een gemeente (municipio) in de Boliviaanse provincie Aniceto Arce in het departement Tarija. De gemeente telt naar schatting 18.799 inwoners (2018). De hoofdplaats is Padcaya.

## Indeling
De gemeente bestaat uit de volgende kantons:
- Cantón Camacho
- Cantón Cañas
- Cantón Chaguaya
- Cantón La Merced
- Cantón Mecoya
- Cantón Orozas
- Cantón Padcaya
- Cantón Rejara
- Cantón Rosillas
- Cantón San Francisco
- Cantón Tacuara
- Cantón Tariquia

## Plaatsen
De volgende plaatsen zijn gelegen in de gemeente Padcaya:
- Padcaya 1437 inw. – Rosillas 450 inw. – Camacho 382 inw. – Chaguaya 371 inw. – Cañas 366 inw. – Tacuara 356 inw. – Mecoya 297 inw. – Queñahuayco 250 inw. – Abra de San Miguel 221 inw. – Rejara 212 inw. – La Huerta 201 inw. – Orozas 141 inw. – Canchas Mayu 133 inw.. – San Francisco 128 inw. – La Merced 100 inw. – San Antonio 92 inw.